# Springlake (Teksas)
Springlake je gradić u američkoj saveznoj državi Teksas. Prema popisu stanovništva iz 2010. u njemu je živjelo 108 stanovnika.